# Mário Pacheco dos Reis
Mário Pacheco dos Reis (Orleans, ) foi um tipógrafo e político brasileiro.

## Vida
Filho de João Pacheco dos Reis.

## Carreira
Foi prefeito provisório de Grão-Pará de 20 de julho de 1958 a 31 de janeiro de 1959, quando assumiu o prefeito eleito João Batista Alberton.